# صادق عبد الله
صادق عبد الله (بالإنجليزية: Sadiq Abdullahi) (ولد في 2 شباط / فبراير 1960) هو لاعب كرة مضرب نيجيري سابق، مثل بلاده في عام 1988 في دورة الألعاب الأولمبية الصيفية في سيول، حيث هُزِم في الجولة الأولى من الإسباني خافيير سانشيز. بلغ صادق عبد الله أعلى مستوى له في الفردي حسب ترتيب رابطة محترفي التنس في 14 تشرين الأول / أكتوبر 1985 عندما أصبح تسلسله 262 عالمياً.

## وصلات خارجية
- صادق عبد الله على موقع رابطة محترفي التنس (الإنجليزية)
- صادق عبد الله على موقع الاتحاد الدولي لكرة المضرب (الإنجليزية)
- صادق عبد الله على موقع كأس ديفيز (الإنجليزية)
- صادق عبد الله على موقع خلاصة التنس.كوم (الإنجليزية)
- صادق عبد الله على موقع أوليمبيديا (الإنجليزية)
- الصفحة الخاصة باللاعب صادق عبد الله في موقع رابطة محترفي كرة المضرب.